# Journal of the American Chemical Society
Het Journal of the American Chemical Society is een wetenschappelijk tijdschrift met peer review uitgegeven door de American Chemical Society. De naam wordt gewoonlijk afgekort tot JACS of J. Am. Chem. Soc.
Het is het meest geciteerde wetenschappelijke tijdschrift in het vakgebied scheikunde, en heeft een impactfactor van 14,357 (2017). Het is een wekelijkse uitgave en een jaargang telt tegenwoordig ongeveer 16.000 pagina's.
JACS werd opgericht in 1879. Peter J. Stang van de University of Utah is sedert 2002 de hoofdredacteur.